# 탐사기획 스트레이트
《탐사기획 스트레이트》는 MBC에서 매주 일요일 밤 8시 30분에 방송되는 탐사보도 프로그램이다.

## 방송 시간
| 방송 채널 | 방송 기간                          | 방송 시간                          |
| --------- | ---------------------------------- | ---------------------------------- |
| MBC TV    | 2018년 2월 4일 ~ 2019년 3월 24일   | 매주 일요일 밤 11시 5분 ~ 12시     |
| MBC TV    | 2019년 4월 15일 ~ 2019년 5월 27일  | 매주 월요일 밤 8시 55분 ~ 10시     |
| MBC TV    | 2019년 10월 21일 ~ 2020년 3월 16일 | 매주 월요일 밤 8시 55분 ~ 10시     |
| MBC TV    | 2019년 6월 3일 ~ 2019년 9월 30일   | 매주 월요일 밤 10시 5분 ~ 11시 5분 |
| MBC TV    | 2020년 4월 6일 ~ 2020년 5월 11일   | 매주 월요일 밤 10시 5분 ~ 11시 5분 |
| MBC TV    | 2020년 5월 31일 ~ 2021년 6월 20일  | 매주 일요일 밤 8시 25분 ~ 9시 10분 |
| MBC TV    | 2021년 6월 27일 ~ 2022년 4월 17일  | 매주 일요일 밤 8시 20분 ~ 9시 5분  |
| MBC TV    | 2022년 5월 22일 ~ 2022년 6월 12일  | 매주 일요일 밤 8시 20분 ~ 9시      |
| MBC TV    | 2022년 6월 19일 ~ 현재             | 매주 일요일 밤 8시 30분 ~ 9시 10분 |

## 진행자
| 대수 | 진행자 | 진행 기간                         |
| ---- | ------ | --------------------------------- |
| 1대  | 주진우 | 2018년 2월 4일 ~ 2019년 12월 16일 |
| 1대  | 김의성 | 2018년 2월 4일 ~ 2019년 12월 16일 |
| 2대  | 조승원 | 2020년 1월 13일 ~ 2021년 2월 7일  |
| 2대  | 엄지인 | 2020년 1월 13일 ~ 2020년 4월 27일 |
| 3대  | 허일후 | 2020년 8월 23일 ~ 2022년 4월 10일 |
| 4대  | 성장경 | 2021년 2월 21일 ~ 2021년 8월 29일 |
| 5대  | 김효엽 | 2021년 9월 26일 ~ 2022년 3월 27일 |
| 임시 | 김주만 | 2022년 4월 3일 ~ 2022년 4월 17일  |
| 6대  | 이휘준 | 2023년 4월 23일 ~ 2025년 7월 20일 |

## 에피소드 목록
2018년
- 1회: 2018.2.4 1. 강원랜드 수사 검사 “외압 있었다“ 내부 고발(이정신 · 양윤경 )
- 2회: 2018.3.4 1. 단독, 삼성-언론 유착 문자,2. 단독입수, 론스타의 5조원 소송문건 입수
- 3회: 2018.3.11 ,막장 인수 하베스트, 검은 고리 ‘랜드맨’을 찾아라!
- 4회: 2018.3.25 ,물 98%, 석유 2%... 하베스트, 유전인가 우물인가?,(권희진· 고은상 )
- 5회: 2018.4.1 삼성이 길들인 언론, 그 실상은?
- 6회: 2018.4.8 <세월호> 구조하지 않았다!
- 7회: 2018.4.15세월호> 진실은 인양되지 않았다! (이정신 · 양윤경 · 곽동건)
- 8회: 2018.4.22 <단독> ‘폭식투쟁’의 배후를 밝힌다!(권희진 · 나세웅)
- 9회: 2018.5.6 <단독> 삼성, 보수단체 육성했다! (권희진 · 나세웅)
- 10회: 2018.5.13 <단독>사모님의 비밀 특명 (이정신 · 양윤경)
- 11회: 2018.5.20 <단독> MB, 쿠르드 유전개발 직보 받았다! - 전영우 기자 · 고은상 기자
- 12회: 2018.5.27 <단독> 1985, 구조하지 않았다! - 이정신 기자 · 양윤경 기자
- 13회: 2018.6.3 <단독>1. 하베스트 구입, 청와대가 직접 개입 – 전영우 기자 · 고은상 기자2. 수상한 네이버 실검, 매생이국에 밀린 삼성 – 나세웅 기자
- 14회: 2018.6.10 <추적> 다이아몬드 게이트, CNK! - 권희진 기자 · 곽동건 기자
- 15회: 2018.7.22 1.추적, 금융위원회와 ‘삼바’ - 전영우 · 곽동건 기자
- 16회: 2018.7.29 추적, 기무사의 ‘계엄 쿠데타’ - 양윤경 기자 · 배주환 기자
- 17회: 2018.8.5 <추적> 사법농단 검은 그림자 ‘박병대 사단’ - 나세웅 기자 · 김정인 기자
- 18회: 2018.8.12 <추적> 노동부의 ‘삼성 무노조 서비스’ - 이정신 기자 · 곽동건 기자
- 19,21회: 2018.9.2,9,16 <추적> 30명 죽음의 ‘배후’ 고은상 기자 · 배주환 기자
- 20회:2018.9.9<추적> 양승태 사법부의 친일행각 나세웅 기자 · 김정인 기자
- 22회:2018.9.30 1. <추적> 청와대 흥신소 1부,2.<S전략문건> 의 비밀 양윤경 기자 ,곽동건 기자
- 23회:2018.10.7 <추적> 양승태 사법부의 숨겨진 범죄 3부: ‘판사 양승태’의 37년 나세웅 기자  김정인 기자
- 24회:2018.10.14-1. <추적> 청와대 흥신소 2부 2. <추적> 삼성 노조파괴, 숨겨진 ‘윗선’ 곽동건 기자,양윤경 기자
- 25회:2018.10.21 <추적>그들만의 놀이터 추적 휘슬링락 리조트 이정신 기자 · 박종욱 기자
- 26회:2018.10.28 <추적> 가습기 살균제, 1300명 사망의 비밀 고은상 기자 · 배주환 기자
- 27회:2018.11.4 단독입수,청와대 캐비닛 문건, '포청천의 비밀 공작' 나세웅 기자 · 곽동건 기자
- 28회:2018.11.11 단독공개  회장님의 '황제 병보석' 7년- 태광, 전방위 골프 로비 리스트 2부 -박종욱 기자 · 배주환 기자
- 29회:2018.11.18 단독 공개  원장님 작은 왕국의 실체  양승태 대법원, 숨겨진 범죄 4부 – 양윤경 기자 · 김정인 기자
- 30회:2018.11.25 추적’ “리밍보가 송금했다” MB 해외계좌 취재 중간보고 MC주진우
- 31회:2018.12.2<추적> 정권 1호 간첩 사건- 그는 왜 북한 프로그래머를 고용했나? -
- 32회:2018.12.9기업살인법을 제정하라!- 삼성과 1회용 컵처럼 버려진 사람들 -
- 33회:2018.12.16 지난 1년, 스트레이트가 추적 발굴한 진실들

2019년
- 34회:2019.1.6 경찰특공대는 왜 용산으로 갔나?
- 35회:2019.1.13 하청 공화국, 김용균의 나라
- 36회:2019.1.20 알려지지않은 전기요금의 비밀
- 37회:2019.1.27 <추적> 양승태 대법원숨겨진 범죄 5부 사법부 치욕의 날을 맞기까지
- 38회:2019.2.17 일본 초계기의 위협, 그 날의 진실은?
- 39회:2019.2.24 5.18 가짜뉴스와 자유한국당
- 40회:2019.3.3 사법농단과 국정농단이 만났을때
- 41회:2019.3.10 1급 발암물질라돈 피폭실태 당신이 모르는 사이에
- 42회:2019.3.17 감옥택한 사장님들 거대조선소0원의 비밀
- 43회:2019.3.24 탐사기추적, 전두환의 역사 쿠데타 - 처벌받지 않은 전두환, 5.18 역사 뒤집기에 나서다! -
- 44회:2019.4.151. ‘김학의 별장 성접대’ 윤중천, 입을 열다2. 세월호 참사 5년, CCTV마저 감췄나?
- 45회:2019.4.22 버닝썬게이트 추적 VVIP스페셜 이벤트,국내 1호 영리병원 승인, 대한민국의 의료민영화의 신호탄인가?
- 46회:2019.4.29 KT채용비리 누가 꽂았나,추적 위안소 업자가 독립유공자?
- 47회:2019.5.13 그는 어떻게 영웅이 되었나? 의혹의 DMZ지뢰사고 독립운동가를 학살한 친일파들1
- 48회:2019.5.20 1. 회계법인·신용평가사도 마음대로 주무른 삼성공화국’ 2. 예수님은 기호 2번?... 선거법 비웃는 ‘정치 교회’
- 49회:2019.5.27 동남아 부호들에 대한 YG의 은밀한 접대,반대세력은 빨갱이라고 공격하는 전광훈 목사.
- 50회:2019.6.3 1. ‘일그러진 지뢰 영웅’... ‘이종명 신화’ 베일 벗나2. 경찰청 정보국은 청와대의 ‘흥신소’인가?
- 51회:2019.6.10 1. 사법농단과 조선일보, 그리고 강효상 편집국장 2. 관제데모 행동대장의 비밀
- 52회:2019.6.17 1. 개점휴업 두 달... 최악 ‘식물국회’에 혈세 350억 원2. 국가폭력의 끝없는 대물림, ‘보도연맹’ 유족들의 눈물
- 53회:2019.6.24 1. 정 마담 일행의 해외 원정 성매매 의혹과 YG,2. 유전 보석, 무전 구속? 돈 앞에 너그러운 보석 제도의 실태
- 54회:2019.7.1 1. 대림동 사건 그 후, 여성 경찰관의 현주소 2. 추적 독립군 토벌한 국군 영웅? 백선엽의 진실
- 55회:2019.7.8 1. 그들만의 특별한 재판, 사법농단 세력의 반격 2. 정 마담의 증언 “유럽원정, YG가 요청했다“
- 56회:2019.7.151. “세월호 리본이 북한 노동당 깃발”? 판치는 가짜뉴스 2. “3년 뒤에 어떻게 될 줄 알고”..비정규직의 눈물
- 57회:2019.7.221. 아베에 화답하는 조선일보와 친일 세력 2. 의문의 '지뢰 영웅' 이종명 3부
- 58회:2019.7.291. 권성동이 무죄? 판결문 조목조목 따져보니..2. 1조1천 억 원짜리 ‘유령댐’의 정체는?
- 59회:2019.8.5,,1. “배은망덕한 한국”..친일 선봉에 선 교회 ,2. 저축은행 피해자 8년의 눈물..국가는 어디에?
- 60회:2019.8.12 反민족·친일·매국… 외눈박이 <반일종족주의>의 허상
- 61회:2019.8.19 1. 목숨에도 등급 매긴 죽음의 발전소 2. “거짓을 팝니다.“ 거짓에 기댄 정치
- 62회:2019.8.26 1. 특혜 받고 한국 온 日 전범기업의 민낯 2. 상복 터진 국회의원 망언 금배지도 헌정대상?
- 63회:2019.9.2 1. ‘논두렁 시계’의 배후 국정원? 검찰?2. 벼랑 끝 이재용... ‘회계사기수사’ 급물살?
- 64회:2019.9.9 1. 한일 군사비밀정보보호협정 실상 들여다 보니..2. 삼성의 노조 탄압 기술까지 인수?
- 65회:2019.9.23 1. <스트레이트> 김의성 MC, 홍콩 민주화시위 현지르포2. ‘논두렁 시계’는 검찰과 국정원의 합작품인가?
- 66회:2019.9.30 1. 추적 검찰 권력의 횡포, 기소는 입맛대로2. 삼성으로 간 경찰간부들
- 67회:2019.10.21 1. “스펙 만들어드려요“ ‘계급 대물림’ 사교육 서비스2. 무소불위 검찰의 횡포 감히 검사를 협박했다가..
- 68회:2019.10.28 1. 추적 조선일보와 국론분열,2. 추적! 종편 출생의 비밀
- 69회:2019.11.4 1. 계엄 문건’ 열쇠 쥔 조현천, 못 잡나 안 잡나,2. 3억 원 오른 아파트에 종부세 인상은 60만 원
- 70회:2019.11.11 1. 삼청교육대, 그 악몽의 기원 국가 범죄, '생지옥'개척단2. 저질 석탄 납품 비리 악취 풍기는 부패커넥션
- 71회:2019.11.18 1. “조국과 다르다”는 나경원... 아들 ‘황금 스펙’의 비밀 2. ‘37년’ 장기 집권! “국회의원보다 낫다”는 농협 조합장-1
- 72회:2019.11.25 1. “나는 기본 수임료 3억부터”... 검찰 출신 ‘전관’의 힘 ,2. 조합장 세습, 채용 품앗이... ‘복마전’ 농협의 민낯-2
- 73회:2019.12.2 검찰 눈에만 안 보이는 ‘하나고등학교 의혹’
- 74회:2019.12.9 1. 추적 '하명수사'의 진실 확인된 청와대 문건2. '죽음의 복지원'진상 규명을 막는 세력들
- 75회:2019.12.16 1. 기약 없는 ‘패트’ 수사... 처벌 피하려는 한국당의 꼼수,2. ‘다크웹’（Dark Web）에 넘쳐나는 ‘제2의 조두순’들

2020년
- 76회:2020.1.13 나경원 아들 (金君)의문의 황금 스펙' 2탄 미국 현지 추적
- 77회:2020.1.20 1.한 건설사의 ‘전관특혜’ 사용 설명서 ,2. ‘마른하늘에 날벼락’..주유소 사장들의 눈물
- 78회:2020.2.3 이곳은 생지옥에 도가니”... ‘6호 시설’ 아이들의 절규
- 79회:2020.2.10 1. ‘신종 코로나’ 틈타 혼란·혐오 부추기는 언론들2. ‘삼성 보호법’에 막힌 백혈병
- 80회:2020.2.17 나경원아들 (金君)의 황금스펙 3탄 사실과 거짓말 .IEEE 회원들 “나경원 아들 ‘4저자 포스터’ 조사해야”
- 81회:2020.3.2 1. ‘슈퍼전파자’ 된 신천지,2. “위헌이지만 무죄?” 돌아오는 사법농단
- 82회:2020.3.9 1. 장모님과 검사 사위1편 2. 의혹투성이 ‘중소기업 대통령’
- 83회:2020.3.16 1. ‘장모님과 검사 사위’ 2편 2. 실체 없는 유령 ‘차이나게이트’
- 84회:2020.4.6 1. ‘장모님과 검사 사위’ 3편,2. ‘조선’,‘동아’ 100년의 ‘민낯’
- 85회:2020.4.13 1. 은폐된 성폭력.. 제 식구 감싸는 검찰,2. 임은정 검사의 ‘검찰 개혁’
- 86회:2020.4.20 1. 꼼수로 얼룩진 21대 총선,2. 어느 공익 제보자의 죽음
- 87회:2020.4.27 1. 합의만 하면 ‘집행유예’?,2. 전자발찌로 조두순 막을 수 있나?
- 88회:2020.5.11 1. 골프 치던 측근 불러 “대책 마련하라“ ＇5.18 헬기사격＇ 부정하는 전두환의 전략은?,2. ‘코로나19’ 벼랑 끝 내몰리는 사람들
- 89회:2020.5.31 나를 치료한 의사가 성범죄자?성범죄 의사 면허정지 0.6%(이방송분부터 스트레이트 후가 추가됨)
- 90회:2020.6.7 극우 유튜버들의 상상초월 ‘슈퍼챗’ 돈벌이
- 91회:2020.6.141. ‘왜곡·혐오·막말’ 극우 유튜버 후원하는 대기업 광고 2. ‘불법 뒤범벅’ 수상레저 왕국...회장님은 누구?
- 92회:2020.6.21 1. 권성문 회장 불법 수상왕국 2탄, 2. 불량 레미콘이 우리 아파트에?
- 93회:2020.6.28 재벌3세의 치밀한 작전...개미투자자의 눈물
- 94회:2020.7.5 1. 의원님의 ‘이상한’ 회사 경영 2. 끝나지 않은 ‘윤일병 폭행 사망사건’
- 95회:2020.7.12 ,96회:2020.7.19 배민 커넥터 vs 쿠팡이츠 쿠리어 스트레이트, ‘플랫폼 노동’에 뛰어들다
- 97회:2020.7.26 집값 폭등 주범...2014년 ‘분양가상한제’ 폐지 내막 추적
- 98회:2020.8.2 집값폭등의 또다른 주범은 언론...‘언론’은 정말 집값 안정을 바랄까?
- 99회:2020.8.9 1 서울 한복판에 일제 헌병대장 땅?,2. 의사는 절대 못 늘린다?
- 100회:2020.8.23 국회의원 박덕흠 일가의 이해충돌 추적기
- 101회:2020.8.30 4대강 사업 안 해서 물난리? 홍수 피해 진짜 원인은?
- 102회:2020.9.6 강남 재건축아파트만 17년 보유, 실거주는 0일...의원님의 재건축 투자법..<부동산 특집> 3탄
- 103회:2020.9.13 전광훈 목사와 극우 개신교, 누가 극단주의를 키워줬나?
- 104회:2020.9.20 전범기업과 김앤장이 만났을 때
- 105회:2020.9.27 끊이지 않는 사학비리, 누가 그들을 비호했나?
- 106,107회:2020.10.18,10.25 삼성물산, 강남 대치동 재건축 공사 비리 의혹
- 108회:2020.11.1 '기울어진 계약서' 내몰리는 자영업자들
- 109회:2020.11.8 “조현범이 아버지 부추겼다” 한국타이어家 경영권 大戰
- 110회:2020.11.15 끝나지 않은 론스타와 모피아의 망령
- 111회:2020.11.22재벌 닮는 하나금융, 황제 같은 회장님
- 112회:2020.11.29 숱한 의혹에도 이상직 의원 공천 허점 드러낸 민주당 ‘시스템 공천’
- 113회:2020.12.6 제2의 4대강 사업? 석탄발전소는 건설중
- 114회:2020.12.13 집중분석 네이버 ‘뉴스홈’
- 115회:2020.12.20 국회의원 재산 1위, 의원님의 ‘아빠찬스’

2021년
| 회차  | 방송일    | 부제 (서브 타이틀)                                                      | 풀영상 | 비고 |
| ----- | --------- | ----------------------------------------------------------------------- | ------ | ---- |
| 116회 | 1월 10일  | 불어나는 부유층 자산, 무너지는 중산층 ‘팬데믹’이 불러온 양극화의 극대화 |        |      |
| 117회 | 1월 17일  | '죽음의 공장'... 그 후 13년, 여전히 노동자가 죽는다!                    |        |      |
| 118회 | 1월 24일  | 유명 탈북 작가 장진성, 그에게 당했다                                    |        |      |
| 119회 | 1월 31일  | <국회의원의 아빠찬스 2탄> 전봉민 의원, 공천의 비밀                      |        |      |
| 120회 | 2월 7일   | 전봉민 의원과 아빠찬스2 전봉민의원 공천의 비밀                          |        |      |
| 121회 | 2월 14일  | 극한 노동에 시달리는 쿠팡의 일용직, 계약직 노동자들                     |        |      |
| 122회 | 2월 28일  | 탈북 작가 장진성 성폭력 의혹 2탄 - 침묵 깬 피해자들                     |        |      |
| 123회 | 3월 7일   | 집중분석! 네이버 뉴스 편집 알고리즘의 비밀                              |        |      |
| 124회 | 3월 14일  | 누가 '혐오'를 파는가                                                    |        |      |
| 125회 | 3월 21일  | 백신과 거짓말                                                           |        |      |
| 126회 | 3월 28일  | 가습기 살균제와 SK                                                      |        |      |
| 127회 | 4월 4일   | 공룡 쿠팡의 '갑질'                                                      |        |      |
| 128회 | 4월 11일  | 농사를 짓기 위한 땅... 하지만 국회의원들의 사용법은?                    |        |      |
| 129회 | 4월 18일  | 쓰레기 대란이 온다                                                      |        |      |
| 130회 | 4월 25일  | 엘시티 '당첨자 리스트'의 비밀                                           |        |      |
| 131회 | 5월 9일   | 동남아 ‘K-신문’ 열풍의 비밀                                             |        |      |
| 132회 | 5월 16일  | 앞 다퉈 ‘ESG 경영’ 선언하는 기업들 ‘ESG’ 열풍의 실체는?                 |        |      |
| 133회 | 6월 6일   | 코인광풍의 그림자                                                       |        |      |
| 134회 | 6월 13일  | 치솟는 반중 감정, 그 실체는?                                            |        |      |
| 135회 | 6월 20일  | 김학의 '출국금지 수사'의 내막                                           |        |      |
| 136회 | 6월 27일  | 화성연쇄조작사건                                                        |        |      |
| 137회 | 7월 4일   | 라임 펀드 사태, '몸통'은 어디 숨었나?                                   |        |      |
| 138회 | 7월 11일  | 죽음 뒤 드러난 '괴롭힘'들                                               |        |      |
| 139회 | 7월 18일  | 오늘은 軍검사, 내일은 軍판사                                            |        |      |
| 140회 | 8월 15일  | 반성 없는 일본, 그리고 극우 세력들                                      |        |      |
| 141회 | 8월 22일  | '플랫폼 공화국'이 내민 값비싼 청구서                                    |        |      |
| 142회 | 8월 29일  | 서울시의 '세금 구멍                                                     |        |      |
| 143회 | 9월 5일   | 건설사-언론사 대표의 수상한 거래                                        |        |      |
| 144회 | 9월 12일  | 법 비웃는 회장님들                                                      |        |      |
| 145회 | 9월 26일  | 제2의 조희팔-과 나쁜 놈들 전성시대                                      |        |      |
| 146회 | 10월 3일  | 날개 없는 추락, 남양유업                                                |        |      |
| 147회 | 10월 10일 | 가라앉은 500억 원의 행방                                                |        |      |
| 148회 | 10월 17일 | 동학개미운동 1년, 누가 개미를 배신했는가                                |        |      |
| 149회 | 10월 24일 | 우리 동네 의원님은 재개발 조합장                                        |        |      |
| 150회 | 10월 31일 | 전관들의 달콤한 특혜                                                    |        |      |
| 151회 | 11월 7일  | 가짜 번호판 부당거래                                                    |        |      |
| 152회 | 11월 14일 | 쌍용차와 '오징어 게임'                                                  |        |      |
| 153회 | 11월 21일 | '복붙 기사' 전성 시대                                                   |        |      |
| 154회 | 12월 5일  | 1조 원' 분양대박 일산, '대장동' 꿈꾸는 김포                             |        |      |
| 155회 | 12월 12일 | 국회의 '숨은 실세'들                                                    |        |      |
| 156회 | 12월 19일 | 데이트 폭력인가 교제 살인인가                                           |        |      |
| 157회 | 12월 26일 | 이름이 법이 된 사람들                                                   |        |      |

2022년
| 회차  | 방송일    | 부제 (서브 타이틀)                                                | 풀영상 | 비고 |
| ----- | --------- | ----------------------------------------------------------------- | ------ | ---- |
| 158회 | 1월 9일   | 벼랑 끝에 선 자영업자들                                           |        |      |
| 159회 | 1월 16일  | 김건희 씨는 왜? / 배신당한 동학개미들                             |        |      |
| 160회 | 1월 23일  | 배신당한 동학개미들2/공원일몰에 드리운 그림자                     |        |      |
| 161회 | 2월 27일  | 우크라이나 침공, 무엇을 위한 전쟁인가                             |        |      |
| 162회 | 3월 6일   | 중대재해처벌법, 꼼수와 사각지대                                   |        |      |
| 163회 | 3월 13일  | 장애인의 '꿈' 외면하는 사회                                       |        |      |
| 164회 | 3월 20일  | 치킨은 누구를 살찌웠나                                            |        |      |
| 165회 | 3월 27일  | 한전공대 부지의 비밀 - 기부인가 거래인가                          |        |      |
| 166회 | 4월 3일   | 이준석은 왜? / 우크라이나 전쟁, 그 후                             |        |      |
| 167회 | 4월 10일  | 검수완박" 정점 치닫는 '검찰 전쟁                                  |        |      |
| 168회 | 4월 17일  | 윤석열 정부 첫 내각 인선 논란                                     |        |      |
| 169회 | 5월 22일  | 의사들의 거짓 스펙 / 검사들의 증거인멸                            |        |      |
| 170회 | 5월 29일  | 수상한 도망자'.. 검사와 주가조작                                  |        |      |
| 171회 | 6월 5일   | '하이에어'의 아찔한 비행 / '지방' 없는 지방선거                   |        |      |
| 172회 | 6월 12일  | 잇따르는 죽음... 벼랑 끝에 선 '발달장애                           |        |      |
| 173회 | 6월 19일  | 실패한 혁신인가 성공한 사기인가                                   |        |      |
| 174회 | 6월 26일  | '경찰국' 논란, 장악이냐 개혁이냐 / 왕의 권력, 사면                |        |      |
| 175회 | 7월 3일   | 인플레와 부자 감세 / 감옥 안 가는 '아동 학대                      |        |      |
| 176회 | 7월 10일  | 평산마을과 아크로비스타 / 상관을 모욕한 죄                        |        |      |
| 177회 | 7월 17일  | 교육부총리의 '거짓 해명' / 이준석·박지현은 왜?                    |        |      |
| 178회 | 7월 31일  | 교육부총리의 '거짓말' / 윤석열 정부의 이유 있는 추락              |        |      |
| 179회 | 8월 7일   | 쌍용차 폭력 진압, '뒷돈' 의혹의 진실은? / 의료분쟁, "가재는 게 편 |        |      |
| 180회 | 8월 14일  | '갈팡질팡' 길 잃은 정책 / 교사 지시로 집단 폭행?                  |        |      |
| 181회 | 8월 21일  | '내로남불'에 앞장선 감사원 / 반지하 덮친 비극                     |        |      |
| 182회 | 8월 28일  | 용산, 한남동, 청와대... 그리고 김건희                             |        |      |
| 183회 | 9월 4일   | 윤석열 정부의 ‘시행령’ 독주 / 서울로 납치된 북한 소년의 66년      |        |      |
| 184회 | 9월 18일  | 영부인을 모셔라” / 쥐어짜는 ‘조선 왕국                            |        |      |
| 185회 | 9월 25일  | 눈덩이 ‘이전 비용’ / 김건희만 왜?                                 |        |      |
| 186회 | 10월 2일  | ‘윤석열 외교’의 민낯 / 국가도 공범이다                            |        |      |
| 187회 | 10월 9일  | "민간 주도" 복지의 함정 / 노란봉투법, 이번에는?                   |        |      |
| 188회 | 10월 16일 | 윤석열의 ‘MB맨’들 / ‘부마 항쟁’ 조작보고서                        |        |      |
| 189회 | 11월 13일 | 참사 후에도 “국가는 없다” / 외나무다리 위 검찰과 이재명           |        |      |
| 190회 | 11월 20일 | “참사는 엄청난 기회” 천공은 누구인가?                             |        |      |
| 191회 | 12월 4일  | “마약 부검 하시죠” / 대통령님을 징계한 죄?                        |        |      |
| 192회 | 12월 11일 | 그들만의 법과 원칙 / 감사원을 감사하라                            |        |      |
| 193회 | 12월 18일 | 낙하산은 없다’ 더니… / 윤석열의 '자유'와 언론 자유                |        |      |

2023년
| 회차  | 방송일    | 부제 (서브 타이틀)                                              | 풀영상 | 비고 |
| ----- | --------- | --------------------------------------------------------------- | ------ | ---- |
| 194회 | 1월 1일   | 2023 대한민국 '정치'를 찾습니다                                 |        |      |
| 195회 | 1월 8일   | 문재인 케어'를 왜? / "살아남아도 아프다"                        |        |      |
| 196회 | 1월 15일  | 덮어 놓고 “이권 카르텔”? / “함께 살 준비가 되었나요”            |        |      |
| 197회 | 1월 29일  | 국민의힘은 용산의힘? / 극우 인사에 맡겨진 과거사                |        |      |
| 198회 | 2월 5일   | "대통령이 외교 리스크" / '일본 짝사랑' 미스터리                 |        |      |
| 199회 | 2월 12일  | "에너지 대란 더 큰 게 온다" / "낳고 싶다는데..." 공약은 어디로? |        |      |
| 200회 | 2월 19일  | 용산의힘 어디까지? / 있으나마나 '학폭위                         |        |      |
| 201회 | 2월 26일  | 검찰과 여사님 / ‘뇌물’ 아니라는 50억                            |        |      |
| 202회 | 3월 5일   | 40년 검사 친구의 '찍어내기'                                     |        |      |
| 203회 | 3월 12일  | 그 돈을 왜 우리가... / 후쿠시마 '방류'도 침묵?                  |        |      |
| 204회 | 3월 19일  | 아빠 찬스, 검사 찬스... '검찰 왕국'의 신화                      |        |      |
| 205회 | 3월 26일  | 지금 여기 소희                                                  |        |      |
| 206회 | 4월 2일   | 일본의 변신, 커지는 전쟁 위협                                   |        |      |
| 207회 | 4월 23일  | 2023 청년보고서 '희망금지'                                      |        |      |
| 208회 | 4월 30일  | 전세 사기의 배후, 누가 '판'을 짰나                              |        |      |
| 209회 | 5월 7일   | 공포의 ‘깡수비’, 눈감은 폭력                                    |        |      |
| 210회 | 5월 14일  | K-콘텐츠의 그늘, "기계처럼 일해요"                              |        |      |
| 211회 | 5월 21일  | 윤석열 정부 1년, 정치가 사라졌다                                |        |      |
| 212회 | 5월 28일  | 패권 전쟁, 위기의 한국 경제                                     |        |      |
| 213회 | 6월 4일   | 챗GPT 혁명 - 인공지능의 습격                                    |        |      |
| 214회 | 6월 11일  | 소아과 대란, 의사들은 어디에?                                   |        |      |
| 215회 | 6월 18일  | 윤석열 대통령과 헌법 21조                                       |        |      |
| 216회 | 6월 25일  | 포스트 코로나, 불평등의 습격                                    |        |      |
| 217회 | 7월 2일   | 세계 105위, '여성' 지우는 정부                                  |        |      |
| 218회 | 7월 9일   | '지옥고' 전쟁 - 무너진 주거복지                                 |        |      |
| 219회 | 7월 16일  | 비극의 대한민국-영아살해와 저출생                               |        |      |
| 220회 | 7월 23일  | 킬러 문항과 ‘최종병기'-수능을 해부한다                          |        |      |
| 221회 | 7월 30일  | 과학인가 괴담인가, 오염수의 정치                                |        |      |
| 222회 | 8월 13일  | 처가로 향한 고속도로, 해결사와 설계자는?                        |        |      |
| 223회 | 8월 20일  | 무너진 신뢰 #무정부상태 #각자도생                               |        |      |
| 224회 | 8월 27일  | 채 상병 수사, 누가 뒤집었나? 외압과 항명                        |        |      |
| 225회 | 9월 3일   | 총선 D-7개월, 자유총연맹과 '별동대 1천 명'                      |        |      |
| 226회 | 9월 10일  | 총선 D-7개월, 윤석열 대통령과 유튜버                            |        |      |
| 227회 | 9월 17일  | 누가 판결에 불복하나? 윤석열 정부와 지연된 정의                 |        |      |
| 228회 | 10월 15일 | 일본에 밀린 한국, 윤석열 정부와 저성장의 늪                     |        |      |
| 229회 | 10월 22일 | 인사 참사와 선거 참패, 쇄신 기로에 선 윤 대통령                 |        |      |
| 230회 | 10월 29일 | 윤 대통령은 왜 이념 투사가 됐나? 한국자유회의와 뉴라이트        |        |      |
| 231회 | 11월 5일  | 마약만큼 무섭다 - 아이들 파고든 '바카라' 중독                   |        |      |
| 232회 | 11월 12일 | 시한폭탄 PF 대출 - 빚더미에 눌린 한국 경제                      |        |      |
| 233회 | 11월 26일 | 글로벌 기업의 두 얼굴? 한국은 그래도 되니까                     |        |      |
| 234회 | 12월 3일  | 위기의 카카오 왕국-탐욕과 폭로                                  |        |      |
| 235회 | 12월 10일 | 죽음의 덫, 1조 2천억 안 잡나, 못 잡나?                          |        |      |
| 236회 | 12월 17일 | 무너지는 녹색경제-윤석열 정부와 한국의 역주행 \|                |        |      |

2024년
| 회차  | 방송일    | 부제 (서브 타이틀)                                               | 풀영상 | 비고 |
| ----- | --------- | ---------------------------------------------------------------- | ------ | ---- |
| 237회 | 1월 7일   | ‘즉·강·끝’과 ‘대사변’ - 남북 강경파들의 치킨 게임                |        |      |
| 238회 | 1월 14일  | 수십억 부자된 반란군 - 하나회 정말 사라졌나?                     |        |      |
| 239회 | 1월 21일  | 사립대는 누구의 것인가?                                          |        |      |
| 240회 | 1월 28일  | 신 정경유착? 대통령 해외순방과 재벌                              |        |      |
| 241회 | 2월 4일   | 불평등과 기회의 사다리 - 누구를 위한 감세인가?                   |        |      |
| 242회 | 2월 18일  | 습격당한 민주주의-혐오와 증오의 정치                             |        |      |
| 243회 | 2월 25일  | 세계가 주목한 '디올 스캔들' - 사라진 퍼스트레이디                |        |      |
| 244회 | 3월 3일   | 흔들리는 총선 판도 - 한국 정치는 '썩은 불판'을 벗어났나?         |        |      |
| 245회 | 3월 10일  | 알리·테무의 공습 - 혁신 엔진 꺼지는 한국 경제                    |        |      |
| 246회 | 3월 17일  | 의사들은 왜 극렬 저항하나? - 엘리트 집단과 망가진 의료           |        |      |
| 247회 | 3월 24일  | 개발 공약 뒤의 숫자 - 정치인과 토건 마피아                       |        |      |
| 248회 | 3월 31일  | 독재화'하는 한국 - 공영방송과 '신보도지침                        |        |      |
| 249회 | 4월 14일  | 대파가 뒤흔든 총선 - 위기의 중산층과 한국 경제                   |        |      |
| 250회 | 4월 21일  | 총선 후폭풍과 "식물 대통령" -협치 기로에 선 한국 정치            |        |      |
| 251회 | 4월 28일  | 탈탈 털린 스마트폰- 검찰 ‘디넷’과 빅브라더                       |        |      |
| 252회 | 5월 5일   | 쓰레기 '오픈런' 시대 - 버려진 재활용 정책                        |        |      |
| 253회 | 5월 12일  | 무너지는 주거 사다리 - 사라진 빌라와 멀어진 아파트               |        |      |
| 254회 | 5월 19일  | CEO보험’과 ‘금수저’ 설계사 - 탈세 비즈니스의 탄생                |        |      |
| 255회 | 5월 26일  | ‘건폭’과 ‘노동 약자’ - 윤석열 정부 2년, 낙인찍힌 노동자들        |        |      |
| 256회 | 6월 2일   | 일본은 왜 '라인'을 노리나 - '자본 관계 재검토' 미스터리          |        |      |
| 257회 | 6월 9일   | 2024 청년보고서 사라진 자립, 준비 그리고 청년                    |        |      |
| 258회 | 6월 16일  | 22대 국회 긴급진단국민없는 정치 정치없는 국민                    |        |      |
| 259회 | 7월 7일   | 채상병의 죽음, 그 후 - 대통령의 전화와 멈춰선 1년                |        |      |
| 260회 | 7월 14일  | 2,200조, 금세기 최대 석유 개발? 「대왕고래 프로젝트」의 비밀     |        |      |
| 261회 | 7월 21일  | 그 지하철 뒤편, 암세포가 자라고 있었다                           |        |      |
| 262회 | 8월 18일  | 1조 3,800억원... 세기의 이혼, 정경유착과 '안방 비자금'?          |        |      |
| 263회 | 8월 25일  | 클린스만 홍명보 그리고 정몽규, 축협은 왜 공공의 적이 됐나        |        |      |
| 264회 | 9월 1일   | 티몬·위메프 사태, '이커머스'에 드리우는 검은 그림자              |        |      |
| 265회 | 9월 8일   | 쪼개진 광복절 '뉴라이트'의 부활과 '현대판 밀정'                  |        |      |
| 266회 | 9월 22일  | '마약과의 전쟁' 사는 자, 잡는 자, 그리고 파는 자'                |        |      |
| 267회 | 9월 29일  | 붕괴하는 한국 의료 - 정부와 의사 사이, 국민이 사라졌다           |        |      |
| 268회 | 10월 6일  | ‘기후대응댐’의 진실 4대강의 그림자와 수도권 공화국               |        |      |
| 269회 | 10월 13일 | 또다시 ‘여사 의혹’ / ‘5만‘ 전자, 삼성의 위기                     |        |      |
| 270회 | 10월 20일 | 관저와 '21그램' / '보수의 여전사'와 방통위                       |        |      |
| 271회 | 10월 27일 | 한강과 블랙리스트 / 금투세의 좌절                                |        |      |
| 272회 | 11월 3일  | 결국 불기소 / ‘아이돌’ 국감 뒤에선                               |        |      |
| 273회 | 11월 10일 | 거꾸로 가는 국방부 시계 / 수렁에 빠진 자영업자                   |        |      |
| 274회 | 11월 17일 | “확 다 불어버릴까”…그리고 닫힌 입 - ‘명태균 게이트’는 어디로?    |        |      |
| 275회 | 11월 24일 | 야당 대표 징역형, 정의인가 보복인가 / 선생님이 또 죽었다         |        |      |
| 276회 | 12월 1일  | 외면받는 한국 증시, 위기의 한국 경제 / 11월 9일, 그날의 ‘입틀막’ |        |      |
| 277회 | 12월 8일  | 12.3 계엄·내란 사태 누가 ‘반국가세력’인가                        |        |      |
| 278회 | 12월 15일 | 다시 만난 민주주의 - 탄핵은 아직 끝나지 않았다                   |        |      |
| 279회 | 12월 22일 | 퇴행과 절망, 그리고 반전 - 2024년의 기록                         |        |      |

2025년
| 회차  | 방송일   | 부제 (서브 타이틀)                                                                   | 풀영상 | 비고 |
| ----- | -------- | ------------------------------------------------------------------------------------ | ------ | ---- |
| 280회 | 1월 5일  | 영장도 무시…뒤로 숨어든 대통령 / 다급한 “메이데이” 4분 뒤…                           |        |      |
| 281회 | 1월 12일 | '국헌 문란‘ 대통령 - ‘부정선거’라는 망령을 소환하다                                  |        |      |
| 282회 | 1월 19일 | ‘체포를 막아서라’ - 명령과 항명                                                      |        |      |
| 283회 | 1월 26일 | 궤변과 선동 - '책임진다'던 대통령의 본모습 / '오너'와 사모펀드 - 상처뿐인 고려아연   |        |      |
| 284회 | 2월 9일  | 공론장 꿰찬 극우와 음모론 / '안방 비자금'과 공익 재단의 뭉칫돈                       |        |      |
| 285회 | 2월 16일 | 전광훈, 극우·정치·종교의 삼위일체 / '헌재를 공격하라!'... 그들이 노리는 것           |        |      |
| 286회 | 2월 23일 | 트럼프 관세, ‘쓰나미’가 몰려온다 / 삼성의 위기는 어디에서 오는가                     |        |      |
| 287회 | 3월 2일  | 대통령 탄핵 심판, 선고만 남았다 / 신기루가 되어가는 '대한민국 의료’                  |        |      |
| 288회 | 3월 9일  | 윤석열의 3년, 파괴된 정치 추락한 민주주의                                            |        |      |
| 289회 | 3월 16일 | 법 위의 대통령‥ 벼랑 위의 민주주의                                                   |        |      |
| 290회 | 3월 23일 | 3일 그날, 혐오가 풀려났다                                                            |        |      |
| 291회 | 3월 30일 | '위헌적' 대행들, 지쳐가는 대한민국/국민연금, 가깝고도 먼 개혁                        |        |      |
| 292회 | 4월 6일  | 아직, 끝나지 않았다-파면된 자가 남긴 청구서                                          |        |      |
| 293회 | 4월 13일 | ‘역대 최악’ 산불 - 꺼지지 않을 재난의 서막인가?                                      |        |      |
| 294회 | 4월 20일 | ‘언론 계엄’의 망령 / ‘아기 외교’ 인신매매                                            |        |      |
| 295회 | 4월 27일 | 헌법재판관의 무게 - ‘평균인의 삶’과 ‘검찰주의자’ / 입양아는 남겨지고 기록은 사라졌다 |        |      |
| 296회 | 5월 4일  | D-30 대선을 흔드는 손 / 저무는 ‘용산 시대’와 무속의 그림                             |        |      |
| 297회 | 5월 11일 | 가라앉는 3년의 기록 / 싱크홀, 당신의 발밑도 위험하다                                 |        |      |
| 298회 | 5월 25일 | 무너지는 홈플러스와 배후의 MBK - 사모펀드, 사냥꾼인가 동반자인가                     |        |      |
| 299회 | 6월 1일  | 선택 D-2 무엇을 투표하시겠습니까                                                     |        |      |
| 300회 | 6월 8일  | 지난 6개월의 목소리, 새 정부 앞에 놓이다 / 광복 80년, 해방되지 못한 피해자들         |        |      |
| 301회 | 6월 15일 | 검찰개혁·사법개혁 과연 이번엔? / ‘목숨보다 빵이 우선' 공장 안에선                    |        |      |
| 302회 | 6월 22일 | 더 심해진 '보수화'… 20대 남성은 왜? / '밀맥주'에 무슨 일이                           |        |      |
| 303회 | 6월 29일 | "무인기, 北에 또 보냈다" / '한 사람' 앞에 멈춘 정의                                  |        |      |
| 304회 | 7월 6일  | 검찰 역사 최악의 치욕" / '용산'이 멈춰 세웠나?                                       |        |      |
| 305회 | 7월 13일 | 불타는 숲의 진실 - 숲가꾸기, 임도 그리고 수의계약                                    |        |      |
| 306회 | 7월 20일 | 구명 로비 '결정적' 단서 / '직원 안전'보다 돈?                                        |        |      |
| 307회 | 8월 10일 | '경제 공동체'였나… 베일 벗는 '특혜' / 짓밟힌 헌법 '반민특위'                         |        |      |
| 308회 | 8월 17일 | 무소불위 '보안사' 꿈꿨나 / '바이든'과 '날리면'의 진실은?                             |        |      |
| 309회 | 8월 24일 |                                                                                      |        |      |

## 편성 변경 및 편성 결방
2018년
- 3월 18일 : 2018 평창 동계 패럴림픽 폐회식 중계방송으로 인한 결방
- 4월 29일 : 특집다큐 〈소야곡〉 편성으로 인한 결방
- 6월 17일 ~ 7월 15일 : 2018 러시아 FIFA 월드컵 중계방송으로 인한 결방
- 8월 19일 ~ 8월 26일 : 2018년 자카르타-팔렘방 아시안 게임 중계방송으로 인한 결방
- 9월 23일 : 추석특집 진짜 사나이 300 편성으로 인한 결방
- 12월 23일 : 월화드라마 나쁜 형사 재방송으로 인한 결방
- 12월 30일 : 2018 MBC 연기대상 시상식 편성으로 인한 결방

2019년
- 2월 3일 : 설특선영화 군함도 편성으로 인한 결방
- 2월 10일 : 월화드라마 아이템 재방송으로 인한 결방
- 5월 6일 : 보이는 경제매거진과 특별근로감독관 조장풍 편성으로 인한 결방
- 9월 16일 : 같이 펀딩 재방송으로 인한 결방
- 10월 7일 : MBC 스포츠 2019년 KBO 리그 준플레이오프 2차전 LG 트윈스 VS 키움 히어로즈 중계방송으로 인한 결방
- 10월 14일 : 올림픽 축구대표팀 친선경기 대한민국 VS 우즈베키스탄 중계방송으로 인한 결방
- 12월 23일 : 주말의 영화 잠 은행 편성으로 인한 결방
- 12월 30일 : 2019 MBC 연기대상 시상식 편성으로 인한 결방

2020년
- 1월 6일 : 특집다큐 휴머니멀 편성으로 인한 결방
- 1월 27일 : 설특선영화 걸캅스 편성으로 인한 결방
- 2월 24일 : 시사매거진 2580 특별판 편성으로 인한 결방
- 3월 23일 ~ 3월 30일 : 배철수 잼 편성으로 인한 결방
- 5월 4일 : MBC 특선영화 생일 편성으로 인한 결방
- 5월 18일 : 5.18 40주년 특집 다큐영화 김군과 MBC PICK X 저녁 같이 드실래요? 편성으로 인한 결방
- 8월 16일 : 내가 가장 예뻤을 때 미리보기 편성으로 인한 결방
- 10월 4일 : 추석특집 여자들의 은밀한 파티 몰아보기 편성으로 인한 결방
- 10월 11일 & 12월 27일 : 다큐플렉스 재방송으로 인한 결방

2021년
- 2월 14일 : 트로트의 민족 갈라쇼 베스트 편성으로 인한 결방
- 5월 2일 : 특집 실화탐사대 지켜진 약속 편성으로 인한 결방
- 5월 23일 : 제작진이 코로나19로 인해 실화탐사대 재방송으로 인한 결방
- 5월 30일 : 제작진이 코로나19로 인해 PD수첩 재방송으로 인한 결방
- 7월 25일 ~ 8월 8일 : 2020 도쿄 하계 올림픽 중계방송으로 인한 결방
- 9월 19일 : 추석특선영화 아이 편성으로 인한 결방
- 10월 10일 : 더불어민주당 대선후보 발표 관련 MBC 뉴스특보 편성으로 인한 결방
- 11월 28일 : 방과후 설렘 1회 편성으로 인한 결방

2022년
- 1월 2일 : 방과후 설렘 재방송으로 인한 결방
- 1월 30일 : 특집 2022 베이징 동계 올림픽 편성으로 인한 결방
- 2월 6일 ~ 2월 20일 : 2022 베이징 동계 올림픽 중계방송으로 인한 결방
- 4월 24일 ~ 5월 15일 : 주말드라마 편성으로 인한 결방
- 7월 24일 : 안싸우면 다행이야 재방송으로 인한 결방
- 9월 11일 : 금토드라마 금수저 프리미엄 편성으로 인한 결방
- 10월 23일 : 파일럿 뜨거운 세계 1부 편성으로 인한 결방
- 10월 30일 : 이태원 참사 여파로 인한 결방
- 11월 6일 : 파일럿 뜨거운 세계 2부 편성으로 인한 결방
- 11월 27일 : 2022 카타르 FIFA 월드컵 중계방송으로 인한 결방
- 12월 25일 : 혓바닥 종합격투기 세치혀 재방송으로 인한 결방

2023년
- 1월 22일 : 금토드라마 꼭두의 계절 프리미엄 편성으로 인한 결방
- 4월 9일 ~ 4월 16일 : 재정비로 인해 방송 중단
- 8월 6일 : 실화탐사대 재방송으로 인한 결방
- 9월 24일 ~ 10월 8일 : 2022 항저우 아시안 게임 중계방송으로 인한 결방
- 11월 19일 : 2017 도쿄 아시아 프로야구 챔피언 결승전 중계방송으로 인한 결방
- 12월 24일 : 어서와 한국은 처음이지? 기안84X포르피의 선물 편성으로 인한 결방
- 12월 31일 : 2023 MBC 가요대제전 시상식 편성으로 인한 결방

2024년
- 2월 11일 : 설특집 김대호의 퇴근 후 N 편성으로 인한 결방
- 4월 7일 : 실화탐사대 재방송으로 인한 결방
- 6월 23일 ~ 6월 30일 : 최욱의 욱하는 밤 편성으로 인한 결방
- 7월 28일 ~ 8월 11일 : 2024 파리 하계 올림픽 중계방송으로 인한 결방
- 9월 15일 : 출발! 비디오 여행 스폐셜 편성으로 인한 결방
- 12월 29일 : 제주항공 2216편 활주로 이탈 사고 관련 MBC 뉴스특보 편성으로 인한 결방

2025년
- 2월 2일 : 굿데이 미리보기 스페셜 편성으로 인한 결방
- 5월 18일 : 2025 대통령 선거 토론방송 으로 인한 결방
- 7월 27일 ~ 8월 3일 : 놀면 뭐하니? 스페셜 편성으로 인한 결방

## 경쟁 프로그램
- 더 보다 (KBS 1TV)
- SBS 뉴스토리 (SBS TV)